# Bojin Del
Bojin Del es un pueblo ubicado en el territorio de Vranje, en el distrito de Pčinja, Serbia.

## Superficie
Posee una superficie de 5,522 kilómetros cuadrados.

## Demografía
Hasta 2022 la población era de 24 habitantes, con una densidad de población de 4,35 habitantes por kilómetro cuadrado.